# Dave Catching
David (Dave) Catching (Memphis, 7 juni 1961) is een Amerikaanse muzikant uit Tennessee. Catching is vooral bekend als eigenaar van de opnamestudio Rancho de la Luna in Joshua Tree, waar hij tegenwoordig woont en bevriende bands uitnodigt om muziek op te nemen. 

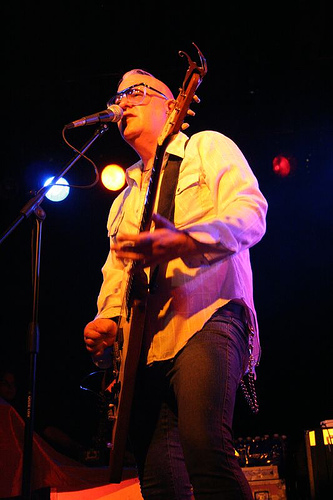
Dave Catching live tijdens een Eagles of Death Metal-optreden in The Glass House op 8 februari 2006

## Biografie
Catching groeide op in een muzikale familie. Zijn broer leerde hem gitaar spelen. Hij speelde in vele bands en was een bekende in de undergroundscene van Los Angeles. Zijn grote doorbraak kwam toen hij als gitaartechnicus voor Josh Homme mee mocht met een Europese tour voor de stonerrockband Kyuss. Catching raakte bevriend met de band. Toen Kyuss ophield te bestaan speelde hij samen met Homme in Queens of the Stone Age. Na drie jaar stapte hij uit de band om zich te richten op de band Earthlings?, die hij jaren eerder had opgericht. In 2003 voegde hij zich bij de band Eagles of Death Metal.
Catching speelt als gitarist in de band Eagles of Death Metal en maakt deel uit van de Palm Desert Scene.
Catching speelde als gitarist mee tijdens een concert van Eagles of Death Metal op 13 november 2015 in het Parijse theater Bataclan waar een terroristische aanslag plaatsvond, waarbij ruim tachtig concertgangers werden gedood. De leden van de band (waaronder Catching) wisten via een achterdeur te ontsnappen. Een medewerker van de band kwam om het leven, een ander raakte gewond. De verdere Europese tour van de band werd hierna geannuleerd.
Op 27 mei 2017 bracht Catching het album Shared Hallucinations Pt. 1: Sonic Salutations From The Venerable Vaults Of Rancho de la Luna 1972-1984 uit. Op het album werkt hij samen met muzikanten die eerder opnames hebben gemaakt in zijn opnamestudio Rancho de la Luna.

## Persoonlijk
Catching woont in Joshua Tree. Catching is eigenaar van de opnamestudio Rancho de la Luna.

## Discografie

### Albums
| Jaar     | Band                    | Album                             |
| jaren 80 | The Modifiers           |                                   |
| 1990     | 60 Watt Reality         | The Ringling Sisters              |
| 1999     | Earthlings?             | Pleasure Seekers                  |
| 2001     | Earthlings?             | Earthlings?                       |
| 2000     | Queens of the Stone Age | Rated R                           |
| 2000     | Earthlings?             | Human Beans                       |
| 2002     | Earthlings?             | Disco Marching Kraft              |
| 2003     | Mondo Generator         | A Drug Problem That Never Existed |
| 2004     | Mondo Generator         | III the EP                        |
| 2005     | Yellow#5                | Demon Crossing                    |
| 2005     | Earthlings?             | Individual Sky Cruiser Theory     |
| 2006     | Eagles of Death Metal   | Death By Sexy...                  |
| 2009     | Earthlings?             | Humalien                          |

### Gastoptredens
| Jaar | Band                                                      | Album                                                                   |
| 1998 | The Desert Sessions                                       | Volumes 1 & 2                                                           |
| 1998 | The Desert Sessions                                       | Volumes 3 & 4                                                           |
| 1998 | Queens of the Stone Age                                   | Queens of the Stone Age                                                 |
| 1998 | Mark Lanegan                                              | Scraps At Midnight                                                      |
| 1999 | The Desert Sessions                                       | Volumes 5 & 6                                                           |
| 1999 | Masters Of Reality                                        | Welcome To The Western Lodge                                            |
| 2000 | Goatsnake                                                 | Flower Of Disease                                                       |
| 2001 | Masters Of Reality                                        | Deep In The Hole                                                        |
| 2001 | Various                                                   | Alpha Motherfuckers - A Tribute To Turbonegro                           |
| 2002 | Queens of the Stone Age                                   | Songs for the Deaf                                                      |
| 2002 | Bluebird                                                  | Black Presence                                                          |
| 2003 | Likehell                                                  | On The Inside                                                           |
| 2003 | The Desert Sessions                                       | Volumes 9 & 10                                                          |
| 2003 | Mark Lanegan                                              | Here Comes That Weird Chill                                             |
| 2004 | Mark Lanegan                                              | Bubblegum                                                               |
| 2005 | Hulk                                                      | Cowboy Coffee & Burned Knives...                                        |
| 2005 | Various                                                   | Sunday Nights: The Songs Of Junior Kimbrough                            |
| 2005 | Queens of the Stone Age                                   | Lullabies to Paralyze                                                   |
| 2005 | Goon Moon                                                 | I've Got A Brand New Egg Layin' Machine                                 |
| 2005 | Queens of the Stone Age                                   | Over The Years And Through The Woods                                    |
| 2006 | The Twilight Singers                                      | Powder Burns                                                            |
| 2006 | Peaches                                                   | Impeach My Bush                                                         |
| 2006 | Mondo Generator                                           | Dead Planet                                                             |
| 2007 | Goon Moon                                                 | Licker's Last Leg                                                       |
| 2007 | UNKLE                                                     | Hold My Hand                                                            |
| 2007 | UNKLE                                                     | Night's Temper EP (A Prelude To War Stories)                            |
| 2007 | UNKLE                                                     | War Stories                                                             |
| 2008 | UNKLE                                                     | More Stories (Selected UNKLE Works)                                     |
| 2008 | The Duke Spirit                                           | Neptune                                                                 |
| 2009 | Various                                                   | Chilled II 1991-2009                                                    |
| 2009 | Dave Seaman                                               | Renaissance: The Masters Series Part 14                                 |
| 2009 | Eagles of Death Metal                                     | Heart On                                                                |
| 2009 | We Fell To Earth                                          | We Fell To Earth                                                        |
| 2009 | Mondo Generator                                           | Cocaine Rodeo                                                           |
| 2009 | Masters Of Reality                                        | Pine/Cross Dover                                                        |
| 2011 | Sean Wheeler & Zander Schloss Pascal Briggs & The Stokers | Sean Wheeler & Zander Schloss / Pascal Briggs & The Stokers Split album |
| 2012 | Farflung & Black Rainbow                                  | Farflung, Black Rainbows – Farflung & Black Rainbow Split album         |
| 2012 | White Hills / Farflung                                    | To Find The Secret Door / Fade Split album                              |
| 2012 | Farflung / Black Land                                     | Orbital Decay / The Ecstasy Of Awakening Split album                    |
| 2012 | Sleepy Sun                                                | Spine Hits                                                              |
| 2012 | Dearly Beloved                                            | Hawk Vs. Pigeon                                                         |
| 2012 | Mark Lanegan                                              | Blues Funeral                                                           |

### Singles
| Jaar | Band                    | Single                           |
| 2000 | Queens of the Stone Age | Feel Good Hit Of The Summer      |
| 2000 | Queens of the Stone Age | The Lost Art Of Keeping A Secret |
| 2006 | Mondo Generator         | I Never Sleep                    |

### Dvd
| Jaar | Band                    | Single                               |
| 2003 | Mondo Generator         | Use Once And Destroy Me Tour 2003    |
| 2005 | Queens of the Stone Age | Over The Years And Through The Woods |
| 2006 | Eagles of Death Metal   | DVD By Sexy                          |

## Tour/liveshow
| Jaar      | Band                    | Instrument                   |
| 1998-2000 | Queens of the Stone Age | Gitaar, Keyboard en Lapsteel |
| 2002      | Mondo Generator         | Gitaar                       |
| 2003      | Mondo Generator         | Gitaar                       |
| 2004      | Mondo Generator         | Gitaar                       |
| 2005      | Eagles of Death Metal   | Gitaar                       |
| 2007      | Eagles of Death Metal   | Gitaar                       |
| 2009      | Eagles of Death Metal   | Gitaar                       |
| 2010      | Eagles of Death Metal   | Gitaar                       |
| 2010      | Earthlings?             | Gitaar                       |
| 2012      | Eagles of Death Metal   | Gitaar                       |
| 2013      | Masters Of Reality      | Gitaar                       |
| 2015      | Eagles of Death Metal   | Gitaar                       |